# 自動思考
自動思考（じどうしこう、英:automatic thoughts）とは、状況に対応して非常にすばやく、自分の意志とは関係なく自動的に湧き出る思考を指す。主に認知行動療法で用いられる用語であり、本ページでも認知行動療法における自動思考について解説する。

## 認知行動療法における自動思考
認知行動療法は、「人の感情や行動（そして身体は）、状況そのものでなく、状況に対する解釈の仕方によって影響を受ける」という認知モデルに基づく。例えば、やるべきことがありすぎるとき、人は「これらの全てを一気に終わらせるのは無理だ」という自動思考が生じるかもしれない。その自動思考が浮かぶと、無力感や投げやりな態度になってしまうだろう。また倦怠感や頭痛を覚えるかもしれない。しかし、このような自動思考が現実的であるかを検討し、「必要なことから少しずつやれば、いつかは必ず終わる。いままでもやってきた」と考えを修正することができれば、少しずつやる気が回復するだろう。概念化すると以下のようになる。
| 状況 → 自動思考 → 反応（感情、行動、身体） |

この自動思考は誰にでも生じるものであるが、通常の熟慮する思考と異なり瞬間的に湧き上がるため、自動思考そのものでなく感情や行動などの反応にしか気づけない事が多い。認知行動療法では感情がマイナス面に振れたとき、自分にどのような自動思考が生じているかを省みることを目標の一つとする。